# Старостинецька волость
Старостинецька волость — історична адміністративно-територіальна одиниця Сквирського повіту Київської губернії з центром у селі Старостинці.
Станом на 1886 рік складалася з 4 поселень, 4 сільських громад. Населення — 2980 осіб (1483 чоловічої статі та 1497 — жіночої), 340 дворових господарств.
Наприкінці 1880-х років волость було ліквідовано, поселення приєднано до Топорівської волості.
|                     | Площа, десятин | У тому числі орної, дес. |
| ------------------- | -------------- | ------------------------ |
| Сільських громад    | 3213           | 3047                     |
| Приватної власності | 3827           | 2778                     |
| Іншої власності     | 79             | 71                       |
| Загалом             | 7119           | 5896                     |

Основні поселення волості:
- Старостинці — колишнє власницьке село при річці Синюга за 40 верст від повітового міста, 1103 особи, 152 двори, православна церква, школа, 2 постоялих будинки, водяний млин.
- Бухни — колишнє власницьке село при річці Оріховатка, 670 осіб, 89 дворів, православна церква, школа, постоялий будинок, лавка.
- Реуха — колишнє власницьке село при річці Оріховатка, 388 осіб, 41 двір, кладовищенська православна церква, постоялий будинок, вітряний млин.